# ایوان مخوف و پسرش ایوان
ایوان مخوف و پسرش ایوان در ۱۶ نوامبر ۱۵۸۱ (انگلیسی: Ivan the Terrible and His Son Ivan on 16 November 1581) یک نقاشی از هنرمند واقع‌گرای روس ایلیا رپین است که میان ۱۸۸۳ و ۱۸۸۵ ساخته شد. این اثر، تزار روسیه یعنی ایوان مخوف را با چهرهٔ داغداری نشان می‌دهد که فرزند پسر مرده‌اش، تزارویچ ایوان ایوانویچ را در آغوش گرفته‌ است؛ بلافاصله پس از آن که ایوان پدر از شدت عصبانیت ضربه مهلکی به سر پسرش وارد کرد. این نقاشی اندوه و پشیمانی را در چهره ایوان پدر و ملایمت تزارویچِ در حال مرگ را به تصویر می‌کشد.
رپین در ساخت این اثر، دوست و هنرمند همکارش گریگوری میاسویدوف را الگوی ایوان مخوف و نویسنده وسوالاد گارشین را الگوی تزارویچ قرار داد. کار رنگ روغن بوم در سال ۱۸۸۵ به پایان رسید و رپین آن را برای نمایش در نگارخانه ترتیاکوفِ مسکو به پاول ترتیاکوف فروخت.
از این اثر به عنوان یکی از معروفترین و جنجال‌برانگیزترین نقاشی‌های روسیه نام برده می‌شود و معمولاً در نگارخانه ترتیاکوف مسکو به نمایش گذاشته می‌شود.

## پیشینه و الهام
رپین کار روی این نقاشی را در مسکو آغاز کرد. اولین طرح کلی، با چرخش شخصیت تزار به سمت راست، مربوط به سال ۱۸۸۲ است. ایدۀ نقاشی — به گفتۀ رپین — از رویارویی او با مضامین خشونت، انتقام و خون در جریان رویدادهای سیاسی ۱۸۸۱ ناشی می‌شود. منابع دیگر الهام موسیقی نیکلای ریمسکی-کورساکف و گاوبازی‌هایی بود که رپین در سفری به اروپای غربی در سال ۱۸۸۳ شاهد آن بود.

### خشونت سیاسی
در ۱۳ مارس سال ۱۸۸۱ در سنت پترزبورگ تزار اصلاح طلب روسیه، الکساندر دوم، توسط بمبی که ایگناسی گرینویتسکی — یکی از اعضای سازمان انقلابی نارودنایا ولیا — پرتاب کرد، ترور شد. این بمب همچنین به شدت به گرینویتسکی آسیب وارد کرد تا حدی که چند ساعت بعد خود او نیز درگذشت. همدستان گرینویتسکی، یعنی گروه اولین راهپیمایان، در ۱۳ آوریل ۱۸۸۱ اعدام شدند. رپین که در اواسط فوریه ۱۸۸۱ در سنت پترزبورگ از افتتاح نمایشگاه سرگردانان بازدید می‌کرد، هنگام کشته شدن تزار در آنجا حضور داشت. او در ماه آوریل دوباره به آنجا بازگشت و در مراسم اعدام عاملان ترور شرکت کرد.
دوست شاعر رپین، واسیلی کامنسکی، در خاطرات خود نوشته‌ است که رپین به او گفته که «چگونه شاهد اعدام عمومی اولین راهپیمایان بوده‌ است» (آندره ژلیابوف، پروسکایا، کیبالچیچ، میخائیلوف و ریساکوف). «آه، همانگونه بود که تجربۀ کابوس [بود]» — رپین آهی کشید — «پیچیده، وحشتناک. من حتی هر تخته‌ای که روی سینه‌های آنها بود و روی آنها نوشته شده‌ بود «شاه کش» را به یاد دارم. حتی شلوار خاکستری ژلیابوف، کلاه سیاه پروسکایا را به یاد می‌آورم.»
در چندین نقاشی بعدی رپین یعنی امتناع از اعتراف (روسی: Отказ от исповеди؛ ۱۸۸۱)، دستگیری یک مبلق (روسی: Арест пропагандист؛ ۱۸۸۲) و آنها انتظار او را نداشتند (روسی: Не ждали؛ ۱۸۸۴-۱۸۸۸) همواره ردی از یروومارتوفسی‌ها دیده می‌شد. او همچنین چندین بار در خاطرات خود دربارۀ این دوره از نقاشی‌های خود می‌نویسد: «امسال همانند دنبال کردن ردپایی خونین گذشت، احساسات ما از وحشت دنیای پیرامونمان سیاه و کبود شد، مقابله با آن بیمناک بود؛ بد تمام خواهد شد! ما باید در این لحظۀ کلیدی در تاریخ به دنبال راهی برای خروج می‌گشتیم.» برای رپین، وقایع ۱۸۸۱ و صحنۀ نمایش‌داده‌شده در ایوان مخوف و پسرش ایوان در ۱۶ نوامبر ۱۵۸۱ دقیقاً از ۳۰۰ سال قبل، که در آن تزار قاتل است، زنجیروار به هم متصل بودند.

### موسیقی ریمسکی-کورساکوف
یکی دیگر از الهامات این نقاشی، مجموعه سمفونیک آنتار بود که توسط نیکلای ریمسکی-کورساکف روسی ساخته شده‌ بود و از چهار بخش تشکیل‌ شده‌ است. حرکت افتتاحیه، انتقام، قدرت و عشق.
موسیقی ساخته‌شده در بخش دوم آنتار بیشترین الهام را برای رپین ایجاد کرد. او در خاطرات خود می‌گوید:
| ” | در مسکو در سال ۱۸۸۱، در حالی که من به قطعۀ جدیدی از ریمسکی-کورساکوف، «انتقام» (روسی: «Месть») گوش می‌دادم، امواج صوتی این قطعه من را مسخ کرد و با خود فکر کردم نمی‌توانستم حالتی روحی‌ را که تحت تأثیر این موسیقی می‌شناختم را در یک نقاشی مجسم کنم. آنجا بود که به یاد تزار ایوان افتادم. | “ |

### سفر به اروپا
نقاشی رپین به دلیل نمایش خونی که از گیجگاه تزارویچ می‌چکد — پس از آنکه پدرش او را در آغوش خود می‌گیرد، روی زمین می‌ماند — چشمگیر است. طبق خاطرات رپین، او برای این امر تحت تأثیر سفر سال ۱۸۸۳ خود به اروپا قرار گرفت، جایی که شاهد مسابقات گاوبازی بود:
| ” | سیاه‌بختی، مرگ، قتل و خون چاله‌ای را می‌سازند که این چاله شما را با قدرت به درون خود می‌کشاند. در عین حال تابلوی‌های خونین زیادی در همۀ نمایشگاه‌ها وجود دارد و من که احتمالاً تحت تأثیر این همه خون‌ریزی قرار گرفته بودم، در بازگشت به خانه، صحنۀ خونین ایوان مخوف را با پسرش شروع کردم که این نقاشی به موفقیت بزرگی دست پیدا کرد. | “ |

## آفرینش
به گفتۀ رپین، طراحی و نقاشی بوم یک فرآیند طولانی بود:
| ” | غرق در اشک بودم که این نقاشی را کشیدم، شکنجه شدم، خودم را عذاب دادم، بارها و بارها آنچه را که نقاشی کرده بودم تصحیح کردم، آن را پنهان کردم، در یک ناامیدی بیمارگونه، دیگر به توانایی خود ایمان نداشتم، آنچه نقاشی کرده بودم را پاک کردم. همینکه آنرا پاک می‌کردم، دوباره به بوم حمله‌ور می‌شدم. هر دقیقه برای من وحشتناک بود. من از این نقاشی ناامید شدم، آن را پنهان کردم و همین تأثیر را روی دوستانم گذاشت اما چیزی مرا به سمت آن سوق داد که دوباره داشتم روی آن کار می‌کردم. | “ |

این نقاشی یکی از اتاق‌های تالارهای رومانف بویارز را به تصویر می‌کشد که در قرن هفدهم در اسلحه خانه کرملین نقاشی شده بود این در حالیست که لوازم جانبی، تاج و تخت، آینه و خفتان در اتاق قرار دارند. صندوقچه اکنون بخشی از مجموعه‌های موزه رومیانتسف است.
عمده کار رپین به انتخاب مدل‌ها اختصاص داشت. چهره‌های مورد نیاز خود را در آشنایان و رهگذران جستجو می‌کرد. مدل‌های ایوان مخوف گریگوری میاسویدوف نقاش و آهنگساز پاول بلارامبرگ بودند؛ در حالی که از منظره‌نگار ولادیمیر منک و نویسنده وسوالاد گارشین برای تزارویچ ایوان ایوانوویچ الگوبرداری کرد. وقتی از او در مورد انتخاب گارشین سؤال شد، رپین پاسخ داد:
| ” | تقدیری در چهرۀ گارشین وجود داشت که مرا درگیر خود کرد. او چهرۀ مردی را داراست که به طور جبران‌ناپذیری محکوم به هلاکت است. این همان چیزی بود که من برای تزارویچم به آن نیاز داشتم. | “ |

طرح‌ها و پرتره‌های مدل‌ها
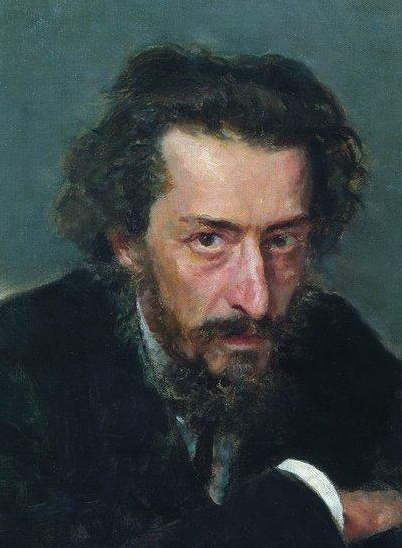
پرتره‌ای از آهنگساز پاول بلارامبرگ (۱۸۸۴)
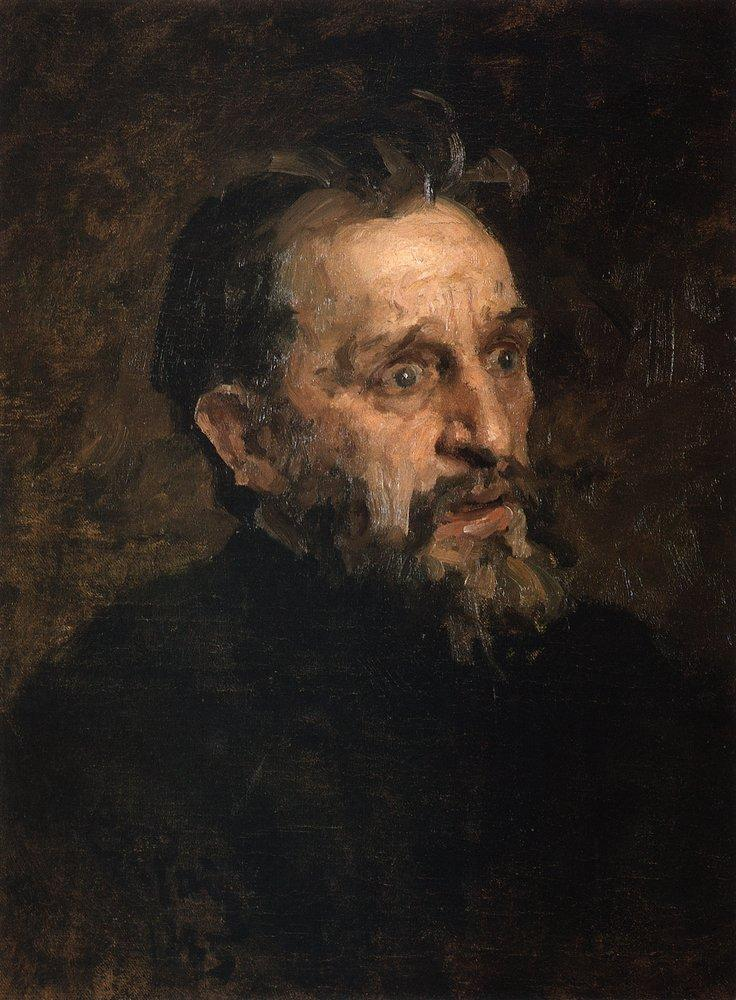
پرتره‌ای از گریگوری میاسویدوف نقاش (۱۸۸۳)
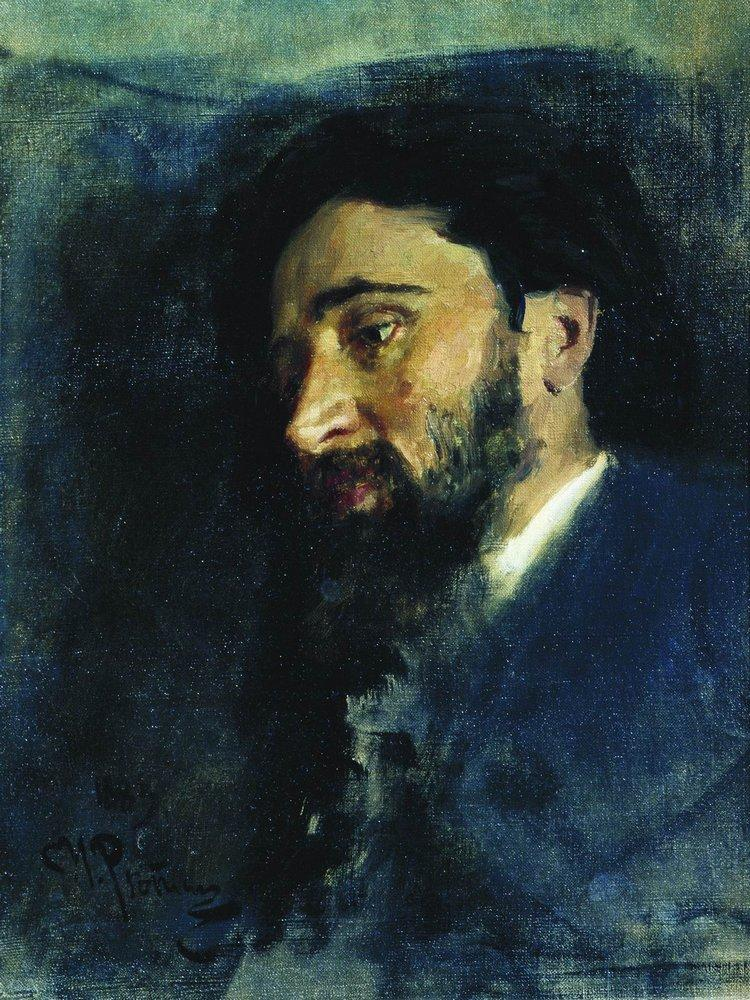
پرتره‌ای از نویسنده  وسوالاد گارشین (۱۸۸۳)
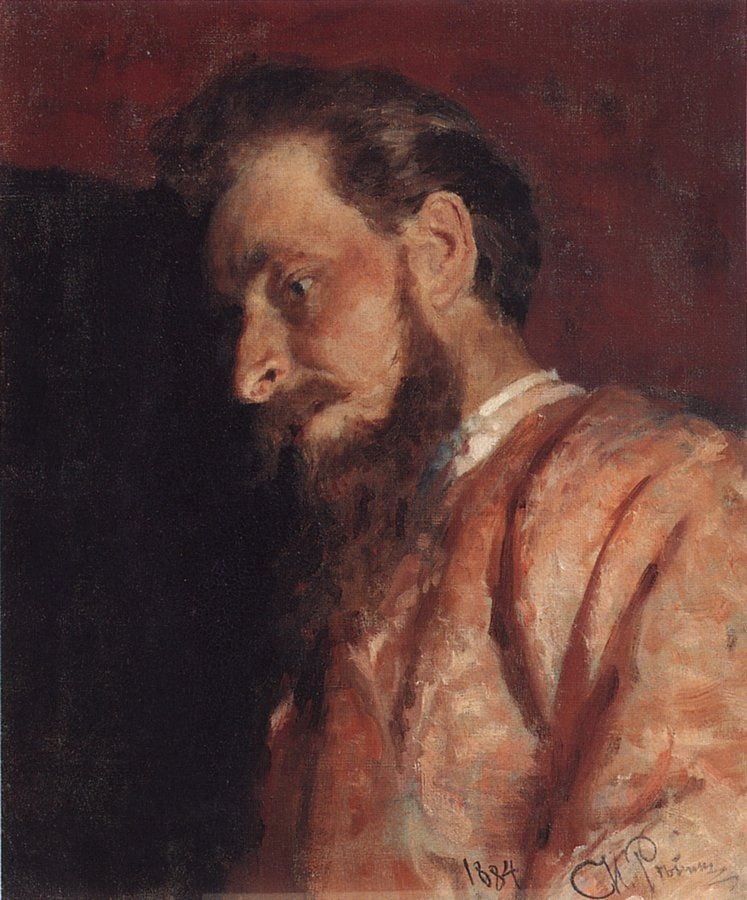
پرتره‌ای از ولادیمیر منک نقاش (۱۸۸۴)

ایوان مخوف پسرش را می‌کشد – جزئیات
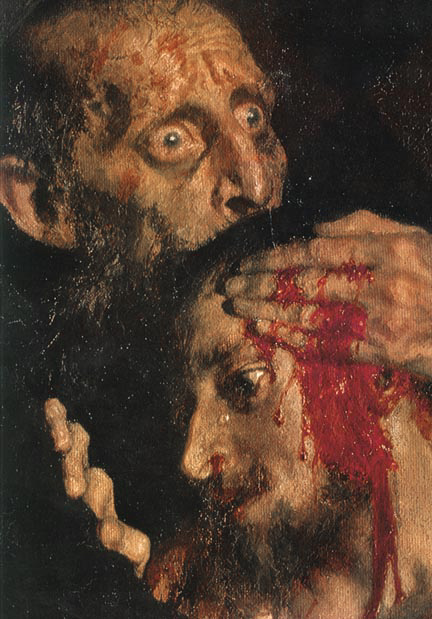

به گفتۀ الیزابت کریدل والکنیر — مورخ هنر لهستانی-آمریکایی — تنها زمانی که ترکیب چهره گارشین به اتمام برسد، او می‌تواند از نقاشی رضایت کامل داشته باشد.

## تجزیه و تحلیل

### لحظۀ نشان‌داده‌شده
اگرچه گاهی این نقاشی ایوان مخوف پسرش را می‌کشد نامیده می‌شود، با این حال رپین لحظه‌ای را که تزار به تزارویچ ضربه‌ای وارد می‌کند، نقاشی نکرده‌ است. این اثر نمایانگر خشونت نیست؛ بلکه حل و فصل آن است. ایوان مخوف پسرش را در آغوش گرفته‌ است. با چشمانی برآمده از «وحشت و یأس و جنون»، او را از کمر در بازوان خود نگاه داشته‌ است. تزارویچ ایوان، در حالی که اشک می‌ریزد، به آرامی دست خود را تکان می‌دهد.
دو تغییر در طرح‌های اولیه تفاوت فاصلۀ ایجادشده توسط نقاش را با این مشاجره نشان می‌دهند. عصایی که تزار با آن به شقیقۀ پسرش ضربه می‌زند، در اولین طرح‌ها در دست اوست؛ در حالی که در نسخۀ پایانی روی زمین در مقابل آنها قرار دارد. لکه خونی که از سر تزارویچ روی زمین چکیده‌ است، در طرح رنگ روغنی اولیه بسیار مشهود است (رپین این طرح را در سال ۱۸۸۳ کشید) اما در سایه زنی نقاشی نهایی کمرنگ‌تر می‌شود؛ لازم به ذکر است که او این طرح را نگه داشت و آن را ادامه داد. لباس ایوان ایوانوویچ دیگر لکه خون بزرگ ندارد. لحظۀ نمایش‌داده‌شده تبدیل به لحظۀ پشیمانی، بخشش و عشق می‌شود. این نقاشی همچنین درون خود واقعیت و برگشت‌ناپذیری عمل تزار را نشان می‌دهد: خون از شقیقۀ پسرش جاری می‌شود و تلاش ایوان مخوف برای مهار آن با دست چپ بی‌فایده است.

### شرح و ترکیب
ابعاد بوم این نقاشی ۱۹۹٫۵ در ۲۵۴ سانتیمتر (۷۸٫۵ در ۱۰۰٫۰ اینچ) است که آن را به یکی از بزرگترین آثار رپین تبدیل کرده‌ است. بزرگی آن با نقاشی‌های کرجی‌کشان ولگا و دسته‌روی مذهبی در استان کورسک مقایسه می‌شود.
این دو شخصیت در مرکز نقاشی با یکدیگر متقاطع شده‌اند. آنها در گرگ‌ومیش صبحگاهی به تصویر کشیده و هم از رنگ زیرین بوم و هم از پس زمینۀ تیره‌تر نقاشی برجسته شده‌اند. حالتی که ایوان مخوف پسرش را در آغوش می‌گیرد و کمرش در دستان اوست، یادآور نقاشی‌های بازگشت پسر مسرف و داوود و جاناتان اثر رامبرانت نقاش هلندیست که رپین از همان سال‌های ابتدایی خود آنها را مورد مطالعه و تحسین قرار داده‌ است. این آثار در موزۀ ارمیتاژ قرار دارند.
اساس و ساختار این اثر اشیاء و اثاثیه‌ایست که در اطراف شخصیت‌ها پخش شده‌اند: فرش‌های قرمز مچاله‌شده روی زمین، چکمه‌های تزارویچ، عصا، تختی که در جریان مشاجره واژگون شده، یکی از توپ‌های زینتی که در سطح چشمان پسر می‌درخشد و بالشتک او. در پشت این پیکره‌ها، وسایل دیگر مانند اجاق، آینۀ موزۀ زره و صندوقچۀ کاخ رومیانتسف کمتر قابل تشخیص هستند. دیوار پشتی اتاق تا حدی با الگوی الماس قرمز و مشکی پوشانده شده‌ است. در بالا سمت چپ یک روزنۀ نور باریک وجود دارد.

### رنگ‌ها و مواد

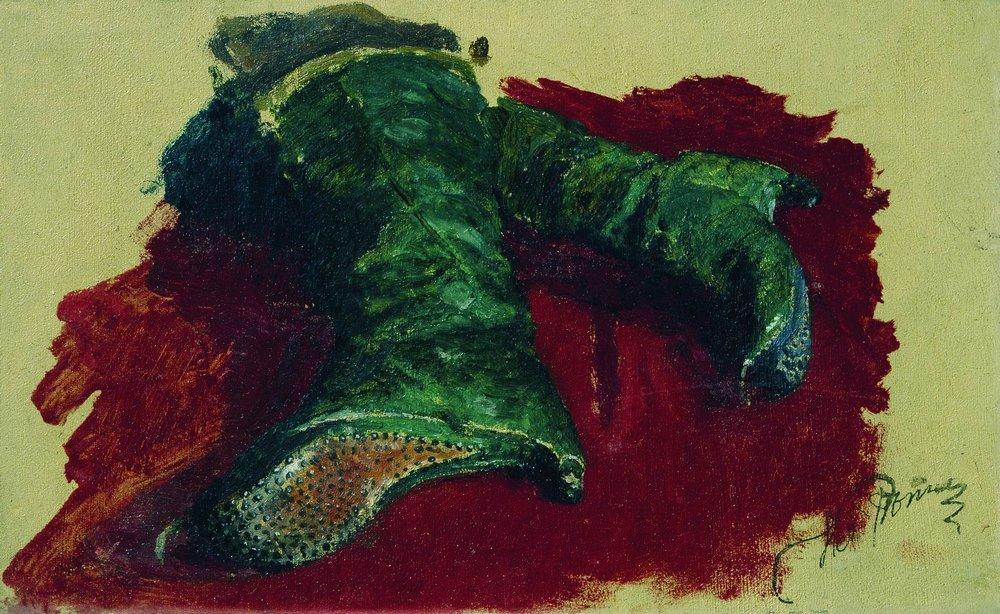
طرح چکمه‌های تزارویچ (۱۸۸۳)

رپین نوشت که او از «حرکت دادن فرز و سریع قلم مو و نقاشی کردن تنها به خاطر اینکه نقاشی کشیده باشد» امتناع کرد و «زیبایی، لمس یا ذوق هنری قلم مو» تنها چیزهای مهم در این اثر نبودند؛ زیرا او همیشه مواردی ضروری را دنبال می‌کرد: «بدن، به جای بدن». ایوان مخوف و پسرش ایوان «با چنان تنوع هنری استادانه و با پالت غنی از آکوردهای تیره نقاشی شده‌ است» که به گفتۀ ایوان کرامسکوی، نقاش و منتقد هنری روسی، «ارکستری واقعی» است. «قرمز شدید» یا «قرمز خونی» و «قرمز زرشکی غلیظ و اشباع شده» به رنگ‌های دیگر غالب هستند. با رنگ خالص و بدون هیچ افزودنی‌ای رنگ‌آمیزی شده و سپس توسط نقاش با تنوع خارق‌العاده‌ای از سایه‌ها دوباره کار شده‌ است.
قرمز مایل به خونی که از زخم روی شقیقۀ تزارویچ جاری می‌شود، همانگونه روی چین‌های قبای او بازتاب‌ می‌کند که در نهایت گودال قرمز تیرۀ خون روی فرش سرخ‌رنگ خودنمایی می‌کند. این تنش رنگ‌ها با یکدیگر و با تراژدی مصور روی بوم به تصویر کشیده می‌شوند. در مرکز، شکوه قبای تزارویچ با تاریکی کت سیاه ایوان مخوف در تضاد است. رپین این ترکیب رنگ‌های قرمز خونی، صورتی و قهوه‌ای تیره را با رنگ‌های مکملی چون سبز چکمه‌های تزارویچ و آبی تیره شلوار مخملی او از هم می‌پاشاند. نور سفید «سرد و ضعیف» که از روزنه‌ای باریک نفوذ می‌کند، این تنش رنگ‌ها را کاهش می‌دهد و تنش چشمگیر صحنه را بیش از پیش تقویت می‌کند.

### گسترۀ نمادین

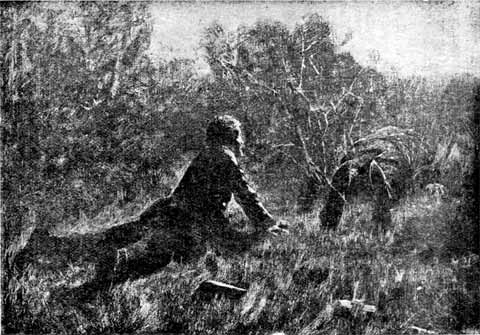
این تصویر توسط نقاش روسی دوبروفسکی کشیده شده که از داستان کوتاه وسوالاد گارشین به نام چهار روز گرفته شده‌ است. اولین اثر این نویسنده، مونولوگ داخلی یک سرباز زخمی و رها شده در میدان نبرد را به مدت چهار روز، رو در رو با جسد سرباز ترکی که به تازگی کشته است به نمایش می‌گذارد. همدلی عمیق او با همۀ موجوداتی که در آنجا باقی مانده‌اند.

برای رپین و نقاشان هم دوره‌اش، اولین چیزی که در یک نقاش باید به عنوان هدف نهایی منظور گردد، کارکرد نمادین نقاشی برای بیان  وجود خشونت و عدم پذیرش باورهای اخلاقی است. به گفتۀ ایوان کرامسکوی: «به نظر می‌رسد که یک انسان پس از تماشای دقیق این نقاشی، حتی اگر فقط یک بار باشد، برای همیشه از جانور وحشی‌ای که به قول آنها در خود دارد، محافظت می‌شود.»
بازتاب پیامد مشاجرۀ پدر با پسرش یک واقعۀ تاریخی است و توانایی «ابدی» یک فرد برای آسیب فیزیکی رساندن به همسایۀ خود را نشان می‌دهد. این نقاشی را می‌توان به‌عنوان یک تمثیل تصویری از فرمان «تو نباید بکشی» درک کرد.
همچنین به نظر می‌رسید این تصویر جز به جز به یک وحی مذهبی نزدیک می‌شود و نشان می‌دهد که «عشق و بخشش مسیحی» می‌تواند جنایت، حتی کودک‌کشی را مرمت کند. حالت اجزای چهرۀ تزارویچ جوان «تقریباً شبیه به یک نماد» است؛ اشکی که از گوشۀ چشم او بر بینی‌اش می‌ریزد، به نظر می‌رسد بخشندگی را به تصویر می‌کشد. شباهت حالت بازوی راست ایوان مخوف با چهره‌های دو تابلوی رامبرانت نیز با این موقعیت همخوانی دارد.
در تفسیر این اثر، شخصیت خود نویسنده — وسوالاد گارشین — جزئیات بیشتری را در رابطه با این نقاشی ارائه می‌دهد. در این دوره، رپین از گارشین به عنوان الگو در چندین نقاشی دیگر از جمله پرتریت (۱۸۸۴) و تابلوی بزرگ آنها انتظار او را نداشتند استفاده کرد که در آن گارشین برای شخصیت اصلی ژست می‌گیرد. کار بر روی آنها انتظار او را نداشتند در سال ۱۸۸۴ آغاز شد و در سال خودکشی گارشین یعنی ۱۸۸۸ به پایان رسید.
رپین از وسوالاد گارشین قدردانی کرد و او را در دوران دوستی و پس از مرگش «تجسم الهی» می‌دانست. او می‌نویسد: «چشم‌های متفکر او همانند چشمان خدا بود. چشمان او که اغلب با اشک‌های ناشی از برخی بی‌عدالتی‌ها آمیخته می‌‍شد، رفتار متواضع و ظریف او، شخصیت آسمانی او، به مثابه پاکدامنی یک کبوتر بود». نقاشی رپین به ویژگی‌های فیزیکی گارشین، شخصیت او و اندیشۀ عمیق صلح‌آمیز او اشاره دارد.

### نمایشی از قدرت

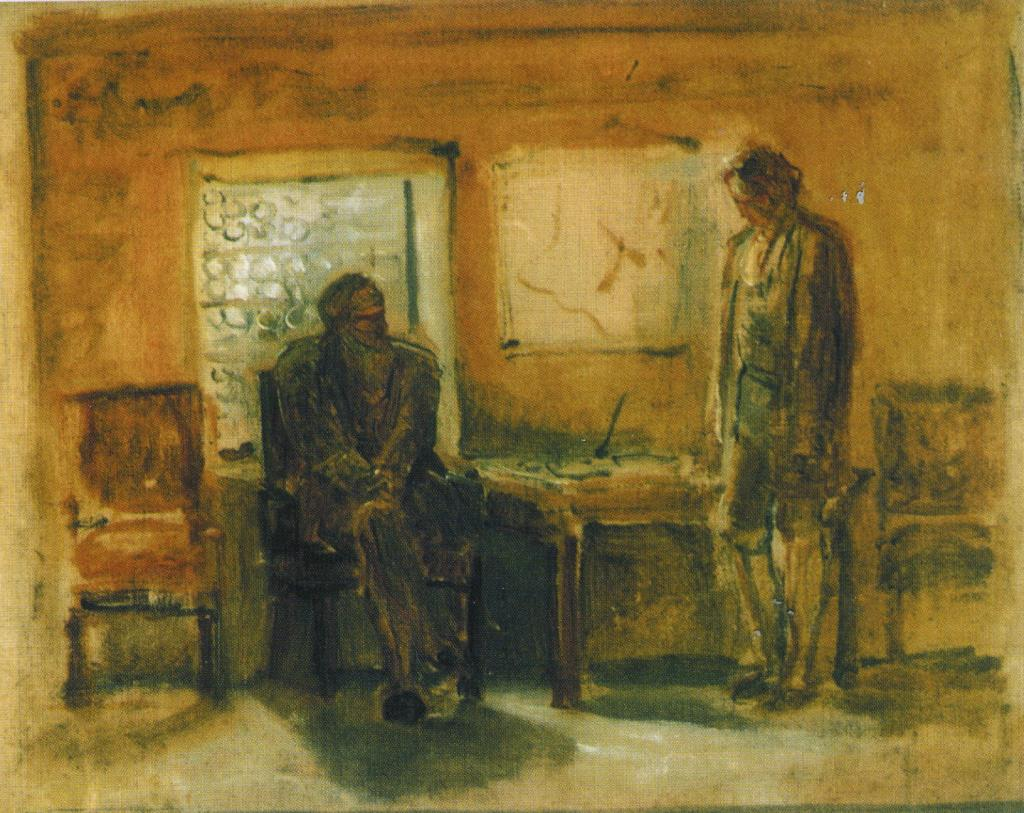
طرح نیکلای گیه برای پتر کبیر از تزارویچ الکسیس در پترهوف بازجویی می‌کند (۱۸۷۱)

نمی‌توان از اهمیت سیاسی این اثر به دلیل واکنش‌هایی که بلافاصله به موضوع آن نشان داده‌ شد، چشم‌پوشی کرد. رپین کشته‌شدن پسر توسط ایوان مخوف را با ترور الکساندر دوم درآمیخت. نه رپین و نه منتقدان هنری روسی این موضوع را گسترش ندادند.
اما منتقدان فرانسوی در مورد این موضوع نوشتند. به گفتۀ آلن بزانسون، قتل تزارویچ جوان توسط تزار صحنۀ اصلی اسطوره شناسی روسیه است که رپین اولین کسی بود آن را نشان داد؛ تاریخ روسیه بر پایۀ قربانی کردن پسرانی که توسط پدرانشان کشته می‌شوند، ساخته خواهد شد.
پیر گونو همسو با این موضع از آن حمایت می‌کند و تأکید می‌کند که این دیدگاه فداکارانه «به ریشه‌ای نمادین سلطنت اشاره دارد؛ زیرا تزارویچ قربانی خود را در موقعیتی می‌بیند که نمایانگر نیروهای مخالف اقتدار تزار است.» این اثر با محاکمه تزاروویچ الکسی — پسر پتر کبیر — و مرگ او بر اثر شکنجه ارتباط دارد. نقاشی پتر کبیر در حال بازجویی از تزارویچ الکسی پتروویچ در پترگوف اثر نیکلای گیه که در سال ۱۸۷۱ کشیده شده، درگیری دیگری را بین پدر و پسر نشان می‌دهد.

### نسخه ۱۹۰۹
در سال ۱۹۰۹، به سفارش استپان ریابوشینسکی صنعتگر و کلکسیونر، رپین نسخۀ دوم ایوان مخوف و پسرش ایوان را نقاشی کرد که آن را پسرکشی (روسی: Сыноубийца) نامید. این اثر در موزۀ هنرهای زیبای ورونژ به نمایش گذاشته شده‌ است. نسخۀ دوم ۲۵ سال بعد از نسخۀ اول نقاشی شد. در این نسخه، رپین یک شخصیت زن را در پس‌زمینه اضافه و رنگ‌های بیشتری را نسبت به تابلوی اصلی عرضه کرد و آن را به سمتی «پرشکوه‌تر» هدایت کرد، در حالی که چهرۀ تزار ایوان در اندوه فرو رفته‌‌ است.

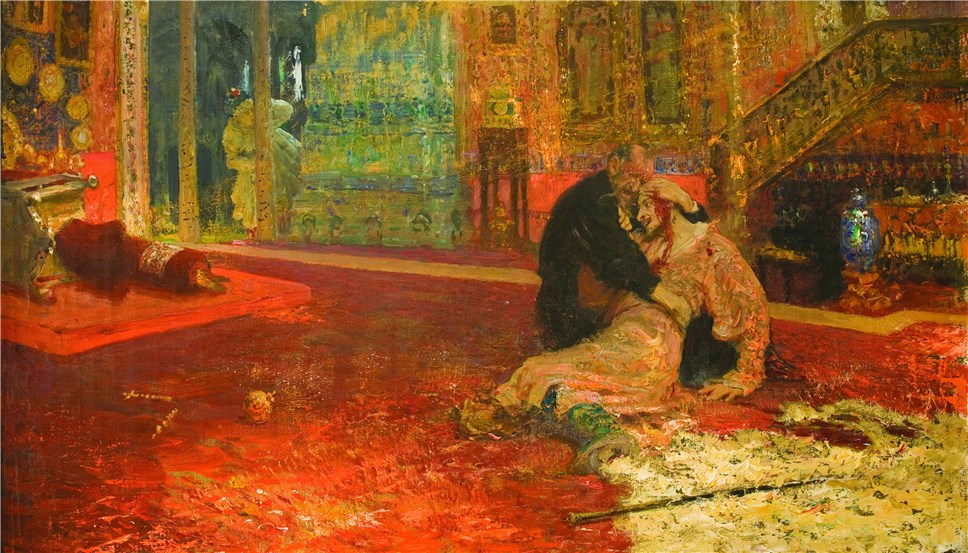
پسرکشی (۱۹۰۹)
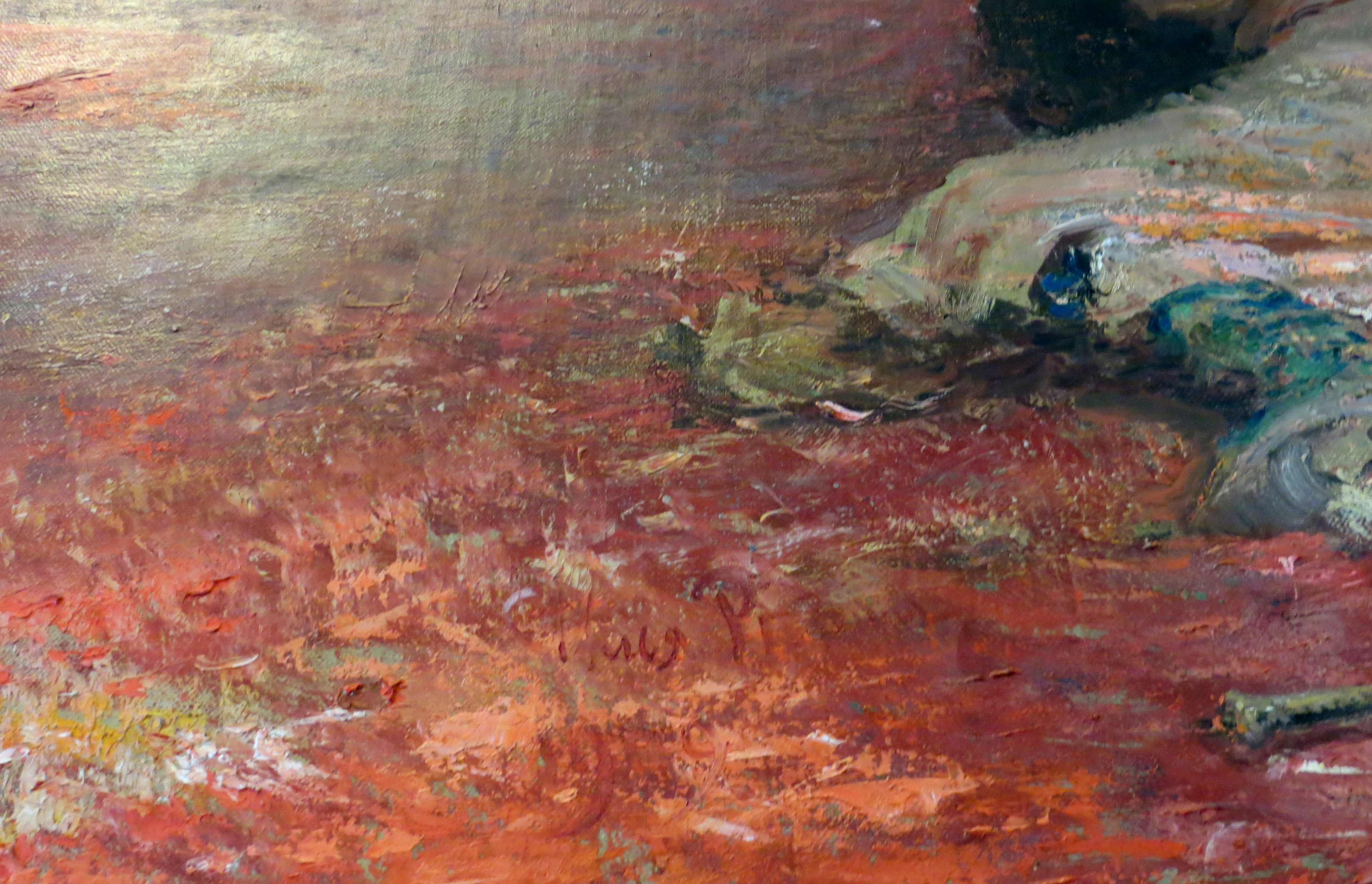
جزئیات پسرکشی

## بازخورد و سانسور اولیه
در سال ۱۸۸۵، ایوان مخوف و پسرش ایوان برای اولین بار به دوستان نقاش رپین — که در میان آنها ایوان کرامسکوی، ایوان شیشکین، نیکولای یاروشنکو و پاول بریولف بودند — نشان داده شد. به گفتۀ رپین، میزبانان او برای مدت طولانی‌ای مات و ساکت ماندند و منتظر بودند ببینند کرامسکوی چه خواهد گفت:
من به تصرف احساس قدردانی کامل از رپین درآمدم. همین است، آن چیز، چه سطح استعدادی … و چگونه نقاشی شده‌ است، خدای من، چگونه نقاشی شده‌ است! … و این چه قتلیست که توسط یک جانور وحشی و یک روان‌پریش انجام شده‌ است؟ پدری با عصای خود به شقیقۀ پسرش می‌کوبد؟ یک لحظه … فریاد وحشت برمی‌آورد … او پسرش را می‌گیرد، او را روی زمین می‌نشاند، بلندش می‌کند … یکی از دستانش را روی زخم شقیقه فشار می‌دهد (و خون از شکاف بین انگشتان بیرون می‌زند) … و در حالی که مویه می‌کند … حیوانیست که از ترس زوزه می‌کشد … همان لحظه‌ای که پسر با شقیقه‌اش نشان داده شده‌ است … به واقع، این صحنه ما را در نیمۀ نور و نوعی سوگ نمایشی طبیعی غرق می‌کند.— ایوان کرامسکوی
کنستانتین پوبدونوستسف، دادستان کل و بسیار محافظه کار شورای مقدس، از «اکراه» خود و مشکلات در مورد این نقاشی به الکساندر سوم گفت که تزار و اطرافیانش را خوشنود نساخت و در ۱ آوریل ۱۸۸۵، نمایش این نقاشی ممنوع اعلام شد. این اولین تابلویی بود که در امپراتوری روسیه سانسور شد و به پاول ترتیاکوف که آن را خریداری کرد، گفته شد که «آن را در معرض دید عموم قرار ندهد و به طور کلی اجازه ندهد که توسط کسی دیده شود و یا اینکه به منظور دیگری مورد استفاده قرار گیرد». این ممنوعیت در ۱۱ ژوئیه ۱۸۸۵ پس از پا در میانی نقاش الکسی بوگولیوبوف لغو شد.

## وندالیسم و جنجال
در ۱۶ ژانویه ۱۹۱۳، ایوان مخوف و پسرش ایوان در ۱۶ نوامبر ۱۵۸۱ توسط یک نماد شکن ۲۹ ساله — پسر آبرام بالاچوف، سازندۀ مبلمان — سه بار با چاقو ضربه دید و چاک چاک شد. متصدی نگارخانۀ ترتیاکوف، یعنی جورجی خروسالف بعد از آگاهی از این خرابکاری، خود را زیر قطار انداخت. این نقاشی با کمک رپین تقریباً به حالت اولیۀ خود بازگردانده شد.
برخی از ملی‌گرایان روسی به اعتراض خود به نمایش این نقاشی به عموم مردم ادامه می‌دهند؛ زیرا معتقدند این نقاشی به عنوان بخشی از یک کمپین بدنام خارجی نقاشی شده‌ است و صحنه به تصویر کشیده شده نادرست است.
در اکتبر ۲۰۱۳، گروهی از مورخان و فعالان ارتدکس به رهبری واسیلی بویکو-ولیکی، مدافع و حامی تشریع تزار ایوان، از وزیر وقت فرهنگ فدراسیون روسیه، ولادیمیر مدینسکی، خواستند که این بوم را از نگارخانۀ ترتیاکوف از روی تابلو به زمین بیندازند به این دلیل که به احساسات میهن پرستانۀ روس‌ها توهین می‌کند. مدیر نگارخانۀ ترتیاکوف، ایرینا لبدوا رسماً با این درخواست مخالفت کرد.
در ماه مه ۲۰۱۸، این بوم دوباره در گالری ترتیاکوف توسط یک بازدیدکنندۀ مست مورد حمله قرار گرفت که شیشۀ محافظ آن را با یک میله فلزی شکست. این بار نقاشی آسیبی جدی دید؛ در قسمت مرکزی اثر که نقش تزارویچ را به تصویر می‌کشد، در سه نقطه سوراخ شده بود. گالری گفت که قاب نیز به شدت آسیب دیده‌ است اما «در یک اتفاق مبارک» گرانبهاترین عناصر نقاشی، یعنی قسمت‌هایی که چهره‌ها و دستان را به تصویر می‌کشیدند، آسیب ندیده است. به گفتۀ برخی رسانه‌های روسی، این خرابکار گفته بود که به این نقاشی حمله کرده‌ است؛ زیرا تصور می‌کرد این نقاشی نادرست است. این مهاجم به مدت دو سال و نیم در زندان بود.

## میراث
ایوان مخوف و پسرش ایوان یکی از مشهورترین نقاشی‌های روسیه و از لحاظ روان‌شناسی از تیره‌ترین آثار رپین است. در قسمت سوم از مینی سریال چرنوبیل محصول ۲۰۱۹ اچ‌بی‌او نمایی خیلی سریع از این نقاشی نشان داده شد.

## موضوع نقاشی و تاریخ نگاری
مرگ تزارویچ ایوان عواقب سنگینی برای روسیه داشت؛ زیرا هیچ وارث شایسته‌ای برای تاج‌وتخت باقی نگذاشت. پس از مرگ تزار در سال ۱۵۸۴، پسر خام و بی‌تجربۀ او فیودور یکم با بوریس گودونوف به عنوان حاکم واقعی جانشین او شد. پس از مرگ فیودور، روسیه وارد دوره‌ای از عدم اطمینان سیاسی، قحطی و جنگ شد که به عنوان زمانۀ دشواری‌ها شناخته می‌شود.
جزئیات مرگ تزارویچ ناشناخته و بحث برانگیز است. تزارویچ در سال ۱۵۸۱ در کرملین الکساندروف، محل سکونت تزار ایوان مخوف از ۱۵۶۴ تا ۱۵۸۱، و مرکز اوریچینینا و پایتخت واقعی روسیه درگذشت.

### در تواریخ و منابع معاصر روسیه
ایوان مخوف در نامه‌ای به نیکیتا زاخارین و آندری شچلکالوف در سال ۱۵۸۱ نوشت: «[او] نمی‌تواند به دلیل بیماری پسرش به مسکو برود» بدون اینکه بگوید او مبتلا به چه بیماری‌ای است. چندین تن از وقایع نگاران معاصر روسیه بدون ارائۀ هیچ جزئیاتی به مرگ تزارویچ اشاره می‌کنند. طبق گزارش پیسکارفسک کرونیکل، مرگ در نیمه شب اتفاق افتاد. هیچ یک از این منابع تاریخی نشان نمی‌دهد که مرگ ایوان ایوانوویچ خشونت‌آمیز بوده‌ است. منابع دیگر روایت دقیق‌تری از مرگ ارائه می‌دهند و می‌گویند که تزارویچ توسط پدرش در جریان مشاجره به طور مرگباری زخمی شد. یکی از این منابع، مازورین کرونیکل، موارد زیر را گزارش می‌کند:
منابع نشان می‌دهند که این رویداد در ۱۴ نوامبر ۱۵۸۱ رخ داده است و تزارویچ در ۱۹ نوامبر جان خود را از دست داد اما تاریخ‌های گزارش‌شده متفاوت هستند. دیاک ایوان تیموفیو در دفتر خاطرات خود می‌نویسد: «برخی می‌گویند (دربارهٔ تزارویچ) جان او به این دلیل با دستان پدرش گرفته شد؛ چرا که سعی داشت او را از ارتکاب عملی زشت باز دارد».